# Andrzej Maria Deskur

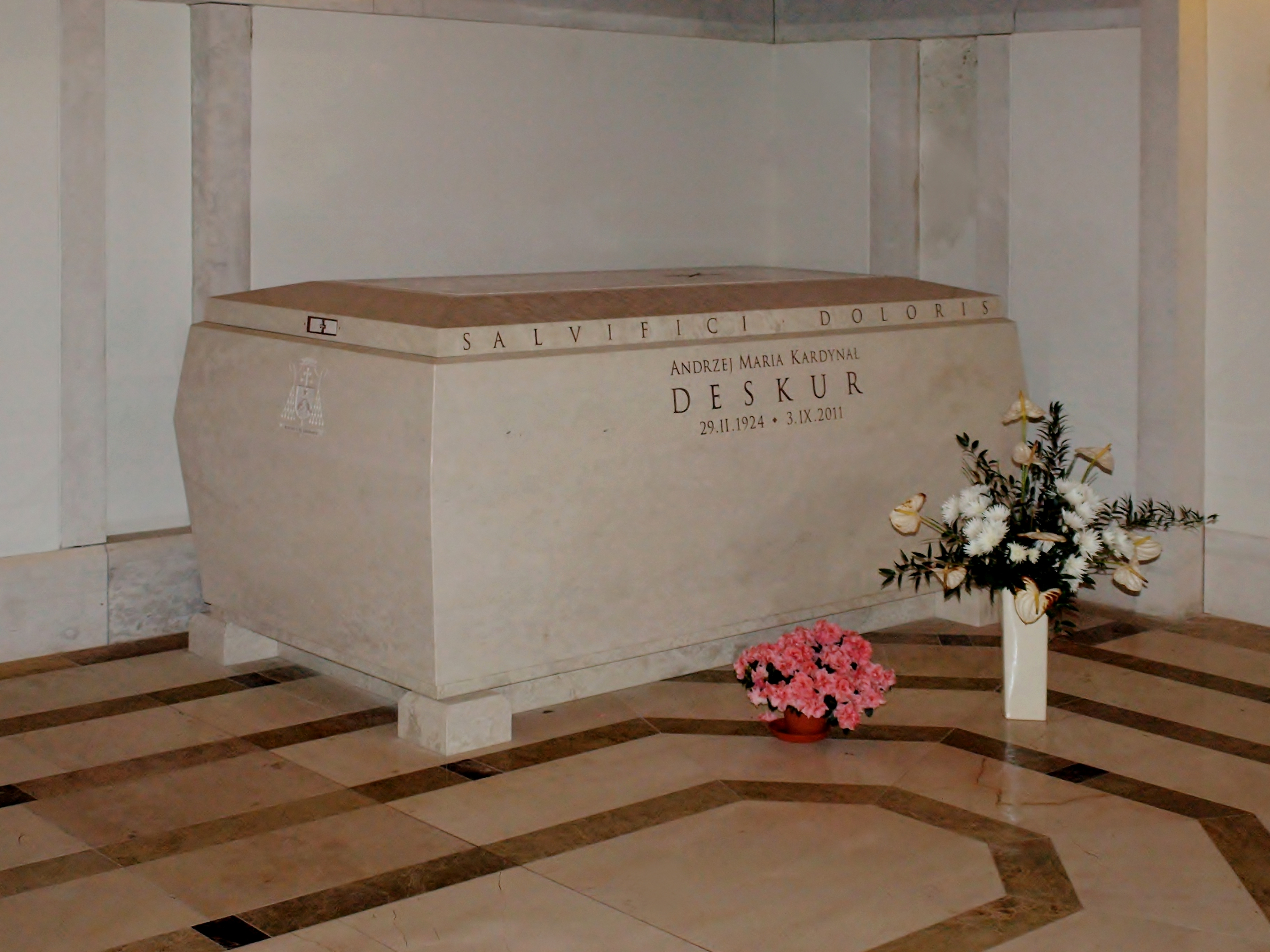
Hrob kard. Deskura

Andrzej Maria kardinál Deskur (29. února 1924 Sancygniów – 3. září 2011 Vatikán) byl polský římskokatolický kněz, bývalý dlouholetý vysoký úředník papežské kurie a od roku 1985 kardinál. Byl blízkým přítelem papeže Jana Pavla II.

## Život
Pochází z polské šlechtické rodiny s francouzskými kořeny. Vystudoval nejprve tajně právo, po druhé světové válce pak teologii. V roce 1950 byl vysvěcen na kněze a po krátkém působení v duchovní správě ve Francii a Švýcarsku začal pracovat ve Vatikánu v sekci pro sdělovací prostředky, kterou v letech 1973 až 1984 řídil. V roce 1958 získal titul papežského kaplana a v roce 1964 titul papežského preláta. V roce 1974 byl jmenován titulárním biskupem a v roce 1980 povýšen na titulárního arcibiskupa. V květnu 1985 byl jmenován kardinálem.
Zemřel ve věku 87 let.

## Vyznamenání
- velkokříž Řádu prince Jindřicha – Portugalsko, 2. září 1983[2]
- Řád bílé orlice – Polsko, 10. října 2006 – udělil prezident Lech Kaczyński za jeho vynikající služby Polsku[3]